# Викторов, Денис Борисович
Денис Борисович Викторов (род. 23 сентября 1968 года, Москва) — российский журналист, заместитель главного редактора и один из ведущих авторов еженедельника «Компьютерра» (1996—2003), главный редактор «Бизнес-журнала» (2003—2013).
Окончил МГИАИ. Автор нескольких сотен статей, опубликованных в популярных изданиях издательского дома «Компьютерра»: «Компьютерра», «Инфобизнес», «Бизнес-журнал».